# 깐짜나부리주
깐짜나부리주(태국어: กาญจนบุรี, Kanchanaburi Province)는 태국에서 가장 큰 중부의 짱왓이다. 인접하는 주로는 북쪽에서부터 딱 주, 우타이타니 주, 수판부리 주, 나콘빠톰 주, 랏차부리 주가 있다. 서쪽은 미얀마의 카인 주, 몬 주, 타닌타리 구가 있다.
중앙 평원의 주 중의 하나인 깐짜나부리는 오래된 역사 유적과 문명을 찾는 관광객이 많이 찾아오고 있으며, 《콰이 강의 다리》도 유명한 볼거리 중의 하나이다.

## 지리
태국의 중부 서쪽에 위치하고 있으며, 방콕에서 129km 떨어진 곳에 있다. 전체 면적은 19,483 km2로 나라 전체에서 나콘랏차시마 주와 치앙마이 주에 이어 세 번째로 큰 면적을 가지고 있다.

## 역사
고고학자들은 4세기에 그 당시에 주변 국가들과 교역한 증거를 찾았다. 깐짜나부리에서 크메르 제국의 영향은 역사적으로 거의 없는 것으로 생각되었으나, 태국에서 가장 잘 알려진 크메르 유적 중의 하나인 쁘라쌋 무앙 씽에서 그들의 점령 증거를 찾아냈다.

## 행정 구역
깐짜나부리에는 13개의 암프와 98개의 땀본 그리고 887개의 무반이 있다.
| 1. 므앙깐짜나부리군 2. 사이욕군 3. 보플로이군 4. 시사왓군 5. 타마까군 6. 타무앙군 7. 통파품군 | 1. 상클라부리군 2. 파놈투안군 3. 라오콴군 4. 단마캄띠아군 5. 농쁘르군 6. 후아이끄라짜오군 |